# Sabrina Seara
Sabrina Seara Parra (sinh ngày 27 tháng 3 năm 1985 tại Caracas, Venezuela)  là một nữ diễn viên telenovela của Venezuela.

## Tiểu sử
Ngay từ nhỏ, Sabrina đã có hứng thú với diễn xuất và người mẫu. Năm 16 tuổi, cô đăng ký tham gia các lớp diễn xuất trong học viện 1BC của RCTV với giáo sư Ralph Kinnard làm giảng viên.
Sau khi hoàn thành nghiên cứu của mình tại Marbe de la Castellana đại học ở Caracas, cô thu được vai trò nhân vật chính đầu tiên của cô trong bộ phim truyền hình Guayoyo tốc sản xuất bởi Televen. Năm 2009, Sabrina chuyển đến kênh Venezuela Venevisión để đóng vai chính trong nhân vật chính trong telenovela Los misterios del amor. Năm 2010, cô diễn giải vai trò phản diện đầu tiên của mình trong telenovela Harina de Otro Costal.
Vai diễn đột phá của cô đến vào năm 2012 khi cô tham gia bộ phim truyền hình thành công của Venevisión có tựa đề Válgame Dios. Sau đó, cô chuyển đến Hoa Kỳ để tham gia chương trình Pasión Prohibida của Telemundo  cùng với đồng hương Mónica Spear của Venezuela.
Sabrina sẽ miêu tả các nhân vật phản diện chính trong Televen telenovela sắp tới Señor de los Cielos 's Nora, La Emprendedora.

## Đóng phim

### Phim
| Năm  | Tựa đề      | Vai trò | Ghi chú     |
| ---- | ----------- | ------- | ----------- |
| 2007 | 13 segundos | Daniela | Phim ra mắt |

### Truyền hình
| Năm         | Tựa đề                 | Vai trò                | Ghi chú                                                    |
| ----------- | ---------------------- | ---------------------- | ---------------------------------------------------------- |
| 2005        | Guayoyo Express        | María Fernanda         | Vai trò chính                                              |
| 2007        | El gato tuerto         | María Amatista "Mati"  | vai trò định kì                                            |
| 2008 200809 | Ếch TKM                | Bến du thuyền Pasquali | vai trò định kì                                            |
| 2009        | Los misterios del amor | Francisca Naranjo      | Vai trò chính                                              |
| 2012        | Válgame Dios           | YamXL López            | Vai trò chính                                              |
| 2013        | Pasión cấmida          | Penélope Santillana    | Vai trò chính                                              |
| 2014        | Nora                   | Melisa Lobo            | Vai trò chính                                              |
| 20151717    | El Señor de los Cielos | Esperanza Salvatierra  | Vai trò định kỳ (Phần 3) Vai trò chính (Mùa 4 Vé5) 201 tập |
| 2017        | Milagros de Navidad    | Carol Smith            | Tập: "In-feliz Navidad"                                    |
| 2018        | Mi familia perfecta    | Erika Ramírez          | Vai trò chính                                              |
| 2019        | Betty en NY            | Marcela Valencia       |                                                            |

## Giải thưởng
| Năm  | Hội              | thể loại                    | Công việc | Kết quả       | Ref. |
| ---- | ---------------- | --------------------------- | --- | ------------- | ---- |
| 2016 | Premios Tu Mundo | Nữ diễn viên được yêu thích | style="background: #99FF99; color: black; vertical-align: middle; text-align: center; " class="yes table-yes2"\|Đoạt giải | [ 13 ] [ 14 ] |      |